# Gnathothlibus heliodes
Gnathothlibus heliodes es una polilla de la familia Sphingidae. Es sabido que vuela en Papúa Nueva Guinea y algunos islas adyacentes.
El margen exterior de las alas delanteras es ligeramente convexo. La parte superior del ala delantera color de tierra es levemente marrón con un línea marrón postmediana y dos líneas basales ligeramente convexas. 